# Kent Beck
Kent Beck (1961) è un informatico statunitense, creatore della metodologia di sviluppo del software Extreme Programming (unitamente a Ward Cunningham e Ron Jeffries) e del test driven development.
È stato uno dei 17 firmatari originali del Manifesto Agile nel 2001.
Laureato in informatica all'Università dell'Oregon, è stato un pioniere dei design pattern e dell'applicazione commerciale di Smalltalk. Assieme a Ward Cunningham ha proposto le carte di Class Responsibility Collaboration, mentre con Erich Gamma ha creato il principale framework di unit testing per Java, JUnit.
Dal 2011 al 2018 ha lavorato come Technical Coach all'interno di Facebook. Dal 2019 lavora per Gusto, dove ricopre il ruolo di capo istruttore dei team ingegneristici che sviluppano sistemi di gestione delle retribuzioni per le piccole imprese.

## Pubblicazioni

### Libri
- 1996. Smalltalk Best Practice Patterns. Prentice Hall.  (ISBN 978-0134769042)
- 1996. Kent Beck's Guide to Better Smalltalk: A Sorted Collection. Cambridge University Press. (ISBN 978-0521644372)
- 1999. Extreme Programming Explained: Embrace Change. Addison-Wesley. Winner of the Jolt Productivity Award. (ISBN 978-0321278654)
- 2000. Planning Extreme Programming. With Martin Fowler. Addison-Wesley. (ISBN 978-0201710915)
- 2002. Test-Driven Development: By Example. Addison-Wesley. Winner of the Jolt Productivity Award. (ISBN 978-0321146533)
- 2003. Contributing to Eclipse: Principles, Patterns, and Plugins. With Erich Gamma. Addison-Wesley. (ISBN 978-0321205759)
- 2004. JUnit Pocket Guide. O'Reilly. (ISBN 978-0596007430)
- 2005. Extreme Programming Explained: Embrace Change, 2nd Edition. With Cynthia Andres. Addison-Wesley. Completely rewritten. (ISBN 978-0201616415)
- 2008. Implementation Patterns. Addison-Wesley.  (ISBN 978-0321413093)
- 2023. Tidy First?: A Personal Exercise in Empirical Software Design. O'Reilly. (ISBN 978-1098151249)

### Trattati
- 1987. "Using Pattern Languages for Object-Oriented Programs". With Ward Cunningham. OOPSLA'87.
- 1989. "A Laboratory For Teaching Object-Oriented Thinking". With Ward Cunningham. OOPSLA'89.
- 1989. "Simple Smalltalk Testing: With Patterns". Origins of xUnit frameworks.